# Малашки (Кормянский район)
Малашки (бел. Малашкі) — деревня в Коротьковском сельсовете Кормянского района Гомельской области Белоруссии.
В связи с радиационным загрязнением после катастрофы на Чернобыльской АЭС жители (20 семей) переселены в начале 1990-х годов в чистые места.
На севере, востоке и юге граничит с лесом.

## География

### Расположение
Рядом месторождения мела и мергеля. В 12 км на восток от Кормы, в 67 км от железнодорожной станции Рогачёв (на линии Могилёв — Жлобин), в 122 км от Гомеля.

### Гидрография
На реке Змейка.

## Транспортная сеть
Транспортные связи по просёлочной, затем автомобильной дороге Волынцы — Корма. Планировка состоит из прямолинейной улицы, ориентированной с юго-запада на северо-восток, к которой на севере присоединяется короткая улица с широтной ориентацией. Застроена двусторонне редко деревянными крестьянскими усадьбами.

## История
Согласно письменным источникам известна с XIX века как околица в Кормянской волости Рогачёвского уезда Могилёвской губернии. Согласно переписи 1897 года околица, действовала ветряная мельница. В 1909 году 302 десятины земли. В 1930 году организован колхоз «Непобедимый», работала ветряная мельница. Согласно переписи 1959 года входила в состав колхоза «Родина» (центр — деревня Струкачёв).

## Население

### Численность
- 1990-е — жители (20 семей) переселены.

### Динамика
- 1897 год — 19 дворов, 131 житель (согласно переписи).
- 1909 год — 20 дворов, 151 житель.
- 1959 год — 136 жителей (согласно переписи).
- 1990-е — жители (20 семей) переселены.